# Siergiej Bielawski
| Odkryte planetoidy: 36 | Odkryte planetoidy: 36 |
| ---------------------- | ---------------------- |
| (749) Malzovia         | 5 kwietnia 1913        |
| (812) Adele            | 8 września 1915        |
| (849) Ara              | 9 lutego 1912          |
| (850) Altona           | 27 marca 1916          |
| (851) Zeissia          | 2 kwietnia 1916        |
| (852) Wladilena        | 2 kwietnia 1916        |
| (853) Nansenia         | 2 kwietnia 1916        |
| (854) Frostia          | 3 kwietnia 1916        |
| (855) Newcombia        | 3 kwietnia 1916        |
| (856) Backlunda        | 3 kwietnia 1916        |
| (857) Glasenappia      | 6 kwietnia 1916        |
| (885) Ulrike           | 23 września 1917       |
| (969) Leocadia         | 5 listopada 1921       |
| (978) Aidamina         | 18 maja 1922           |
| (981) Martina          | 23 września 1917       |
| (995) Sternberga       | 8 czerwca 1923         |
| (1001) Gaussia         | 8 sierpnia 1923        |
| (1004) Belopolskya     | 5 września 1923        |
| (1005) Arago           | 5 września 1923        |
| (1006) Lagrangea       | 12 września 1923       |
| (1031) Arctica         | 6 czerwca 1924         |
| (1062) Ljuba           | 11 października 1925   |
| (1065) Amundsenia      | 4 sierpnia 1926        |
| (1074) Beljawskya      | 26 stycznia 1925       |
| (1084) Tamariwa        | 12 lutego 1926         |
| (1086) Nata            | 25 sierpnia 1927       |
| (1094) Siberia         | 12 lutego 1926         |
| (1118) Hanskya         | 29 sierpnia 1927       |
| (1153) Wallenbergia    | 5 września 1924        |
| (1224) Fantasia        | 29 sierpnia 1927       |
| (1621) Druzhba         | 1 października 1926    |
| (1874) Kacivelia       | 5 września 1924        |
| (1984) Fedynskij       | 10 października 1926   |
| (2156) Kate            | 23 września 1917       |
| (3134) Kostinsky       | 5 listopada 1921       |
| (4509) Gorbatskij      | 23 września 1917       |
| 1.                     |                        |

Siergiej Iwanowicz Bielawski (ros. Сергей Иванович Белявский; ur. 7 grudnia 1883 w Sankt Petersburgu, zm. 13 października 1953 w Leningradzie) – rosyjski astronom.
Był członkiem Akademii Nauk Związku Radzieckiego. Zajmował się astrometrią, astrofotometrią oraz badaniem gwiazd zmiennych. W 1911 odkrył widoczną gołym okiem kometę C/1911 S3, zwaną kometą Bielawskiego. Pracował w Obserwatorium Simejiz na Krymie. W latach 1937–1944 był dyrektorem Obserwatorium w Pułkowie, gdzie zastąpił Borisa Gierasimowicza. Odkrył 36 planetoid, w tym 33 samodzielnie.
W uznaniu jego pracy jedną z odkrytych przez niego planetoid nazwano (1074) Beljawskya.